# Freisen
Freisen és un municipi del districte de Sankt Wendel a l'estat federat alemany de Saarland. Està situat aproximadament a 12 km al nord-est de Sankt Wendel, i a 20 km al sud-oest d'Idar-Oberstein.

## Nuclis
- Asweiler
- Eitzweiler
- Freisen
- Grügelborn
- Haupersweiler
- Oberkirchen
- Reitscheid
- Schwarzerden